# كورت غوتز
كورت غوتز (بالألمانية: Curt Goetz)‏ هو كاتب وكاتب مسرحي وكاتب سيناريو ومخرج وممثل ألماني وسويسري، ولد في 17 نوفمبر 1888 في ماينتس في ألمانيا، وتوفي في 12 سبتمبر 1960 في غرابز ‏ في سويسرا.

## وصلات خارجية
- كورت غوتز على موقع IMDb (الإنجليزية)
- كورت غوتز على موقع مونزينجر (الألمانية)
- كورت غوتز على موقع ألو سيني (الفرنسية)
- كورت غوتز على موقع أول موفي (الإنجليزية)
- كورت غوتز على موقع قاعدة بيانات برودواي على الإنترنت (الإنجليزية)
- كورت غوتز على موقع قاعدة بيانات الأفلام السويدية (السويدية)
- كورت غوتز على موقع قاعدة بيانات الفيلم (الإنجليزية)
- كورت غوتز على موقع كينوبويسك (الروسية)